# Парламентские выборы в Кувейте (2013)
Досрочные выборы в парламент Кувейта прошли 27 июля 2013 года. Выборы потребовались после того, как Конституционный суд Кувейта распустил парламент и отменил результаты парламентских выборов, которые прошли в декабре 2012 года. Согласно Конституции, выборы должны быть проведены в течение 60 дней после роспуска 16 июня. Изначально они были запланированы на 25 июля, но позже были перенесены на 27 июля в связи с задержками в процессе регистрации кандидатов.